# Paul Bernardoni
Paul Bernardoni (Évry, 1997. április 18. –) francia utánpótlás válogatott labdarúgó, aki jelenleg a francia Angers kapusa.

## Pályafutása

### Klubcsapatokban

#### A kezdetek
2005-ben került az AS Lieusaint csapatához, ahol 6 évig a klub akadémiáján nevelkedett. Ezt követően 2 évig a Linas Montlhery együttesében volt, majd innen került a Troyes akadémiájára.

#### Troyes
2015. március 6-án debütált hivatalos mérkőzésen a klubban, a francia másodosztályban a Clermont elleni 2–0-ra megnyert találkozón. A szezon során több alkalommal nem állt a kapuban, de a bajnok csapatnak így is tagja volt. Júliusban 2 évvel meghosszabbította szerződését.
Az élvonalban Denis Petrić sérülését követően debütált a Gazélec Ajaccio ellen. Ezután még 13 mérkőzésen védett. 

#### Bordeaux
A 2016-os januári átigazolási időszak végén a Girondins de Bordeaux játékosa lett kölcsönben. A klub első számú kapusa, Cédric Carrasso súlyos sérülést szenvedett és Paul az ő pótlására érkezett. Február 3-án a Lyon ellen mutatkozott be. A második gólnál hibázott, de ennek ellenére is maradt a kezdőkapusa a klubnak. A kölcsön szerződés lejártával követően a klub végleg megvásárolta őt.
A 2017–18-as évadra a francia másodosztályú Clermonthoz került kölcsönbe.
A 2018–19-es szezonban a Nîmes Olympique együttesét erősítette egy kölcsönadás keretein belül és összesen 40 alkalommal lépett pályára. 2019. július 1-jén meghosszabbították a kölcsönszerződését, emellett pedig további két évre elkötelezte magát a Bordeauxhoz.

#### Angers
2020. június 8-án 2024-ig aláírt az Angers SCO csapatához 8 millió euró ellenében, amely klubrekordot jelentő összeg volt.

### A válogatottban
Megfordult az U17 és az U18-as válogatottakban, 2013 és 2015 között. 2015. október 7-én a liechtensteini U19-es labdarúgó-válogatott ellen mutatkozott be a francia U19-es labdarúgó-válogatottban. A nemzeti gárda tagjaként részt vett a 2016-os U19-es labdarúgó-Európa-bajnokságon, amelyet megnyertek. A tornán végig ő volt az első számú kapusa a válogatottnak.

## Statisztikái

### Klubcsapatokban
2020. szeptember 27-én frissítve.
| Klub                  | Szezon           | Liga             | Liga  | Liga | Kupa  | Kupa | Ligakupa | Ligakupa | Nemzetközi | Nemzetközi | Egyéb | Egyéb | Összesen | Összesen |
| Klub                  | Szezon           | Bajnokság        | Mérk. | Gól  | Mérk. | Gól  | Mérk.    | Gól      | Mérk.      | Gól        | Mérk. | Gól   | Mérk.    | Gól      |
| --------------------- | ---------------- | ---------------- | ----- | ---- | ----- | ---- | -------- | -------- | ---------- | ---------- | ----- | ----- | -------- | -------- |
| Troyes                | 2014–15          | Ligue 2          | 1     | 0    | 0     | 0    | 0        | 0        | —          | —          | —     | —     | 1        | 0        |
| Troyes                | 2015–16          | Ligue 1          | 14    | 0    | 0     | 0    | 1        | 0        | —          | —          | —     | —     | 15       | 0        |
| Troyes                | Összesen         | Összesen         | 15    | 0    | 0     | 0    | 1        | 0        | 0          | 0          | 0     | 0     | 16       | 0        |
| Bordeaux              | 2015–16          | Ligue 1          | 7     | 0    | 0     | 0    | 0        | 0        | —          | —          | —     | —     | 7        | 0        |
| Bordeaux              | 2016–17          | Ligue 1          | 0     | 0    | 0     | 0    | 0        | 0        | —          | —          | —     | —     | 0        | 0        |
| Bordeaux              | Összesen         | Összesen         | 7     | 0    | 0     | 0    | 0        | 0        | 0          | 0          | 0     | 0     | 7        | 0        |
| Clermont (kölcsönben) | 2017–18          | Ligue 2          | 38    | 0    | 0     | 0    | 0        | 0        | —          | —          | —     | —     | 38       | 0        |
| Clermont (kölcsönben) | Összesen         | Összesen         | 38    | 0    | 0     | 0    | 0        | 0        | —          | —          | —     | —     | 38       | 0        |
| Nîmes (kölcsönben)    | 2018–19          | Ligue 1          | 38    | 0    | 1     | 0    | 1        | 0        | —          | —          | —     | —     | 40       | 0        |
| Nîmes (kölcsönben)    | 2019–20          | Ligue 1          | 25    | 0    | 1     | 0    | 0        | 0        | —          | —          | —     | —     | 26       | 0        |
| Nîmes (kölcsönben)    | Összesen         | Összesen         | 63    | 0    | 2     | 0    | 1        | 0        | 0          | 0          | 0     | 0     | 66       | 0        |
| Angers                | 2020–21          | Ligue 1          | 5     | 0    | 0     | 0    | —        | —        | —          | —          | —     | —     | 5        | 0        |
| Angers                | Összesen         | Összesen         | 5     | 0    | 0     | 0    | —        | —        | —          | —          | —     | —     | 5        | 0        |
| Karrier összesen      | Karrier összesen | Karrier összesen | 128   | 0    | 2     | 0    | 2        | 0        | 0          | 0          | 0     | 0     | 132      | 0        |

## Sikerei, díjai

### Klubcsapatokban
Troyes
- Ligue 2: 2014–15

### A válogatottban
Franciaország U19
- U19-es labdarúgó-Európa-bajnokság: 2016